# Bent Vejlby
Bent Vejlby (født 20. marts 1924 død 31. august 2020) var en dansk skuespiller og lærer.
Han blev uddannet på Privatteatrenes elevskole i 1952. Han havde mange roller på Det Danske Teater, Folketeatret, Dansk Folkescene, Det ny Teater, Comediehuset, Gladsaxe Teater og Det ny Scala.
På tv har han medvirket i Huset på Christianshavn og en række tv-spil.
Han har optrådt i en lang række film, men i begyndelsen af 1970'erne stoppede han karrieren for at hellige sig et lærerjob. Han udgav i 1980 en børnebog, Flugten til Flintholm.
Vejlby var 1955-1960 gift med kontormedhjælper Kirsten Nielsen og fra 1960 med skuespillerkollegaen Lise Thomsen.

## Udvalgt filmografi
- Den stjålne minister – 1949
- Kærlighedsdoktoren – 1952
- Tag til marked i Fjordby – 1957
- Vi er allesammen tossede – 1959
- Gøngehøvdingen – 1961
- Støv for alle pengene – 1963
- Flådens friske fyre – 1965
- Nu stiger den – 1966
- Det var en lørdag aften – 1968
- Man sku' være noget ved musikken – 1972